# Леонел Фернандез
Леонел Антонио Фернандез Рејна (шп. Leonel Antonio Fernández Reyna; Санто Доминго, Доминиканска Република, 26. децембар 1953) је доминикански политичар и бивши председник Доминиканске Републике.

## Детињство и младост
Као дете се заједно са родитељима Хосеом Антониом Фернандезом Кољабом (шп. José Antonio Fernandez Collabo) и Јоландом Рејном Ромером (шп. Yolanda Reyna Romero) преселио у Њујорк, у САД, где је завршио основну и средњу школу. По повратку у Доминиканску Републику 1971, уписао је Самостални универзитет Санта Доминга (шп. Universidad Autónoma de Santo Domingo), где је активно учествовао у студентским протестима. Године 1978. постао је доктор права, а као најбољи студент генерације добио је награду „Ј. Умберто Дукудрај“ (шп. Premio J. Humberto Doucudray).
Поред тога што је написао неколико књига („El Delito de Opinión Pública, Papel de la Ideología en el Derecho de la Información“, „Los Estados Unidos en el Caribe, de la Guerra fría al Plan Reagan“ и „Raices de un Poder Usurpado“), Фернандез је сарађивао са неколико доминиканских и страних новина, и то у области комуникација, културе, историје и права.

## Каријера
Доминиканској странци ослобођења (шп. Partido de la Liberación Dominicana; ПЛД) се придружио одмах по њеном оснивању 1973. и постао је близак сарадник њеног оснивача Хуана Боша (шп. Juan Bosch). Захваљујући растућем утицају у интелектуалним круговима, његов утицај и углед у партији су порасли, што је довело до тога да је 1985. постао члан централног, а 1990. члан политичког комитета странке. Такође, постао је секретар странке задужен за спољне послове и односе са штампом, а преузео је и место главног уредника страначких новина „Política, Teoría y Acción“ (срп. Политика, теорија и акција). Такође, постао је предавач на универзитету који је и сâм завршио, као и на Латиноамеричком факултету социјалних наука.
На председничким изборима 1994. изабран је за кандидата своје странке за потпредседника Доминиканске Републике, али, као ни кандидат странке за председника Хуан Бош, није изабран на ту функцију.
Пошто је изабран за председничког кандидата своје странке, на председничким изборима одржаним 16. маја 1996. освојио је 38,9% гласова и нашао се иза кандидата Доминиканске револуционарске странке (шп. Partido Revolucionario Dominicano; ПРД) Хосеа Франсиска Пење Гомеза (шп. José Francisco Peña Gómez). Међутим, победио је у другом кругу, одржаном 30. јуна исте године, освојивши 51,2% гласова. Пошто је 16. августа 1996. положио заклетву, заменио је Хоакина Балагера (шп. Joaquín Balaguer) на месту председника Доминиканске Републике.
Током четворогодишњег председничког мандата, Фернандез је повећао учешће Доминиканске Републике у међународним организацијама, као што су Генерална скупштина Уједињених нација, Организација америчких држава, Самит Америка, Иберо-амерички самит и Централноамерички самит шефова држава и влада. Економија Доминиканске Републике је доживела највишу просечну стопу раста (8%) и најнижу инфлацију у целој Латинској Америци. Када је предложено да држава добије своју прву модерну луку, рекао је да ће Доминиканска Република постати „карипски Сингапур“. У престоници, Санто Домингу, изградио је ауто-путеве и тунеле, дошло је до великог броја директних страних инвестиција, али су реформе образовања и здравства одложене.
Године 1999. постао је добитник је почасних доктората француског универзитета „Сорбона“ и америчког универзитета „Харвард“ (енгл. Harvard), као и почасних доктората неколико других америчких и азијских универзитетâ.
Пошто му Устав то није дозвољавао, није се кандидовао на председничким изборима 2000. Данило Медина (шп. Danilo Medina), који је постављен за кандидата ПЛД на овим изборима, поражен је од стране Хиполита Мехије (шп. Hipólito Mejía), кандидата ПРД. Убрзо после овога, Фернандез постаје председник Глобалне фондације за демократију и развој, непрофитне организације коју је основао.
На председничким изборима, одржаним 16. маја 2004. Фернандез је учествовао као кандидат ПЛД и однео је убедљиву победу освојивши 57% гласова. Положивши председничку заклетву 16. августа исте године, по други пут је постао председник Доминиканске Републике.
Према доминиканском социологу Хосеу Овиједоу (шп. José Oviedo), „земља му (Леонелу Фернандезу) верује, када је у питању економија, али се чини да он не придаје много пажње социјалним питањима.“ „Напредак којим се његова влада хвали, не осећа довољан број људи.“
Године 2000. Фернандез због Устава није могао да се кандидује за други узастопни председнички мандат, али је за време председника Мехије Устав промењен, тако да је имао право да кандидује на председничким изборима 2008. Упркос питању да ли ПЛД треба да подржи поменуту измену Устава, Фернандез је 7. маја 2008. изабран за кандидата ПЛД на председничким изборима. Он је победио страначког противкандидата, Данила Медину са 75% гласова. Избори су одржани 16. маја исте године и Фернадез је победио, освојивши 53,83%, док је његов главни противкандидат, кандидат ПРД Мигел Варгас Малдонадо (шп. Miguel Vargas Maldonado) освојио 40,48% гласова.

## Приватни живот
Ожењен је Маргаритом Седењо де Фернандез (шп. Margarita Cedeño de Fernández), а има троје деце — Никол (шп. Nicole) и Омара Фернандеза Домингеза (шп. Omar Fernández Domínguez) и Јоланду Америку Марију Фернандез Седењо (шп. Yolanda América María Fernández Cedeño).